# Posillipo
Posillipo (Talijanski: [poˈzillipo]; nap. Pusilleco [puˈsilləkə]) je bogata stambena četvrt Napulja, južna Italija, smještena duž sjeverne obale Napuljskog zaljeva.
Od 1. stoljeća prije Krista Napuljski zaljev svjedočio je usponu vila koje su izgradili elitni Rimljani duž najpanoramskijih točaka obale, koji su ovo područje odabrali kao omiljeno mjesto za odmor. Ostaci nekih od njih, oko carske vile za uživanje rimskih careva, kao i Sejanov tunel, mogu se danas vidjeti u Parco archeologico del Pausilypon, ili Arheološkom parku Pausilypon, i drugdje.

## Geografija
Posillipo je stjenoviti poluotok oko 6 km dugačak okružen liticama s nekoliko malih uvala s lukobranima na zapadnom kraju Napuljskog zaljeva. Ove male luke su jezgre za odvojene, imenovane zajednice kao što su otok Gaiola i Marechiaro.

## Povijest

### Antika
Posillipo se spominje u starogrčkim i rimskim izvorima. Kao dio Magna Graecia, stari Grci su ga prvo nazvali Pausílypon, što znači "predah od briga". Francuski proučavatelj Homera Victor Bérard identificirao je Posillipo kao zemlju Homerovih Kiklopa. Od 1. stoljeća prije Krista prekrasna obala Kampanije privlačila je bogate Rimljane kao mjesto za izgradnju raskošnih i velikih vila kao utočišta.
Najvidljivije ruševine drevnog Pausilypona su one ozloglašene vile Vedija Polija, koja je kasnije postala carska vila. Vilu je pjesnik Ovidije opisao kao "kao grad". Najozloglašenije je to što je držao bazen paklara u koji su robovi koji su izazvali njegovo nezadovoljstvo bacani kao hrana, što je bilo posebno neugodan način umiranja, budući da lampuga "pritišće svoja usta na žrtvu i buši je nazubljenim jezik u meso da bi se napila  krvi". Međutim, car August, nakon što je posjetio Pollija i svjedočio osudi roba, poduzeo je nešto protiv Pollija i spasio roba, što je incident koji je naširoko dokumentiran u spisima tog doba (vidi Vedije Polio za više detalja).
Vedius je umro 15. godine prije Krista i vjerojatno je bio prisiljen ostaviti veliki dio svojih posjeda, uključujući i vilu, caru Augustu. Iako je August dao srušiti Vedijevu vilu u Rimu, Pausilypon je ponovno sagrađen i proširen kako bi postao palača, koja je ostala u carskom posjedu barem do Hadrijanova vremena.

### Rani novi vijek
U 17. stoljeću posjed na mjestu gdje se nalazila carska vila prelazi u ruke obitelji Maza koja je kroz nekoliko generacija pokazivala interes za arheologiju, a Francesco Maria Maza (oko 1680.) autor je natpisa koje je pričvrstio na tzv. pod nazivom 'Piscine of V.Pollio' i do 'Hrama sreće' koji su bili in situ još 1913. godine. Međutim, zbirka Maza bila je raspršena, a gubitak za arheološku znanost bio je nenadoknadiv jer katalog nikada nije bio pripremljen. Nekoliko umjetničkih predmeta s posillipanskih nalazišta našlo se u rukama španjolskih kolekcionara i još uvijek se bez sumnje nalaze među rimskim antikvitetima u Španjolskoj. Mnogi fini komadi odneseni su u Mergellinu i izgubljeni među ostalim ukrasima vile vojvode od Medine.:str. 10

### 19. stoljeće
Godine 1820. južni dio posjeda kupio je poznati napuljski arheolog, kavalijer Guglielmo Bechi, čije se ime više od pola stoljeća vezivalo uz vilu. Mnogo je iskopavao, ali opet bez objave rezultata.
Godine 1841. počela su metodičnija iskapanja na susjednom posjedu zapadno od drevne staze koja je vodila dolinom od "Sejanovog tunela" do mora. Glavne građevine tog dijela Vile ubrzo su izvađene na vidjelo; kazalište, odeon i ostaci portika s pogledom na more. Uz ostatke akvadukta pronađena je i duguljasta građevina zvana hram.
Otprilike 1870. Marchese del Tufo otvorio je kamenolom za pucolan raščišćavajući središnji dio onoga što je u rimsko doba bila široka kontinuirana terasa duž južnog pročelja imanja. Zgrade koje su stajale na padini iznad terase, uključujući i južni dio kupališta, pale su niz padinu u more.

## Rimski Pausilypon
Arheološki park jedno je od najljepših mjesta u gradu i duž obale Posillipa.
Među najvažnijim mjestima su "Sejanova špilja", podvodni park Gaiola, carska vila Pausilypon (uključujući odeon, kazalište) i Palača duhova.

### Carska vila
Ruševine rimske vile Vedija Polia, poznate i kao Carska vila, uključuju kazalište s 2000 sjedala na stjenovitom rtu na kraju Napuljskog zaljeva. Neke od prostorija vile mogu se vidjeti s tragovima zidnih ukrasa, dok su njene morske strukture i ribnjaci sada dio susjednog potopljenog parka Gaiola.
Vilu je u prvom stoljeću prije Krista izgradio Publije Vedije Polio. Nakon njegove smrti 15. pr. Kr., vila je oporučno ostavljena Augustu i ostala je u carskom posjedu za njegove nasljednike barem do Hadrijana, o čemu svjedoči žigosana vodovodna cijev. Na raznim mjestima prisutnost vodovodnih cijevi (obloženih hidrauličnim mortom) pokazuje raskoš objekata.
Arheološki muzej George Vallet u Sorrentu ima model vile.

### Sejanov tunel
Pristup posjetiteljima ruševinama carske vile trenutno je kroz Sejanov tunel.
Izvanredna 770 metara duga "Sejanova špilja" (tal. Grotta di Seiano) prolazi ispod brda Posillipo i povezuje carsku vilu i druge patricijske vile u blizini s Flegrejskim poljima i gradovima i lukama Puteoli (Pozzuoli) i Cumae. Svoje ime duguje Luciju Eliju Sejanu, prefektu cara Tiberija, koji je prema tradiciji dao  proširiti tunel u prvom stoljeću nove ere; dok je prvi tunel sagradio je 50 godina ranije arhitekt Cocceius Auctus po Agrippinom nalogu. Istočni ulaz usječen je u kamenu liticu unutar arheološkog parka, dok je zapadni ulaz bio monumentalni luk s opus reticulatumom koji obrubljuje strane litice, a oba su kraja visoka oko 14 m.
Visina, širina i duljina tunela učinile su ga velikim inženjerskim postignućem i ekstravagantnim s obzirom na to da je služio samo malom broju stanovnika. Ogromna količina samog kamenja je morala biti uklonjena iako je dio poslužio kao građevinski materijal za vile. Probijanje tunela bilo je komplicirano izmjenom pucolanske zemlje sa sedrom, što je zahtijevalo složeno oblaganje većeg dijela tunela kamenom opus reticulatum, a zatim i nadsvođivanjem na vrhu ovih zidova. Radovi su napredovali 5-7 m dnevno kao što pokazuju spojevi između sekcija. Nije bio savršeno ravan u tlocrtu, ali je uključivao mala odstupanja u blizini središta gdje su se tuneli sa svakog kraja susreli nakon izuzetno malih netočnosti poravnanja s obzirom na tehnike tog vremena. Imao je tri sekundarna bočna tunela koji su završavali otvorima koji su se nadvijali nad zaljevom kako bi se osiguralo svjetlo i ventilacija.
Iako su ga znanstvenici poznavali (na primjer, spominje se u epu Pan Tadeusz poljskog pisca Adama Mickiewicza objavljenom 1834.), stoljećima se više nije upotrebljavao. ponovno je otkriven tijekom radova na novoj cesti 1841. godine, a Ferdinand II. od Dviju Sicilija ga je odmah iznio na svjetlo dana i učinio ga prohodnim, te je tako postao turističko odredište. Dodatna obloga i lukovi izgrađeni su kako bi se popravili i ojačali stari zidovi. Tijekom bombardiranja za vrijeme Drugog svjetskog rata korišten je kao sklonište za zračne napade za stanovnike Bagnolija; rat i klizišta tijekom 1950-ih vratili su tunel u zapušteno stanje od kada je obnovljena.

### Ostale znamenitosti
Ostaci drugih rimskih kuća mogu se vidjeti u Marechiaru uz plažu ili u Calata Ponticello gdje se nalazi baza jonskog stupa i niša od opeke. Na litici prema Gaioli nalaze se ostaci "Kuće duhova" također nazvane "Villarosa" koja je bila nimfej vile i također izgrađena u prvom stoljeću prije Krista. Dalje uz obalu prema zapadu je perimetar "Vergilijeve škole" gdje se vjerovalo da je "prorok" prakticirao magijske vještine.
Veličanstvenost i luksuz ovih vila dokumentirani su u Arheološkom muzeju George Vallet.
Rimski akvadukt koji je opskrbljivao obalne vile bio je ogranak akvadukta Serino ili Aqua Augusta i otkriven je 1882. kada je Grotta Nuova di Posillipo napravljena za tramvaj kroz brdo.:str. 131</ref> Drevni natpisi pronađeni unutar tunela potvrđuju da je on hranio vilu Felixa Pollia, među ostalima, uglavnom namijenjenu nimfeju i kupkama.

## Suvremeni razvoj
Područje je ostalo uglavnom nerazvijeno sve dok cesta, preko Posillipa, nije izgrađena između 1812. i 1824. godine. Ta cesta počinje na razini mora u luci Mergellina i ide uz obalu, otprilike paralelno s obalom. Umjetničku školu Posillipo pokrenuo je Antonie Sminck Pitloo, slikajući krajolike morske obale s tog područja.
Potopljene dijelove ruševina carske vile te bogat i raznolik morski i obalni prirodni okoliš moguće je razgledati izletima brodom.
Područje je u velikoj mjeri pregrađeno od kraja Drugog svjetskog rata, ali sadrži neke značajne povijesne građevine i znamenitosti. Među njima je Villa Rosebery, rezidencija talijanskog predsjednika tijekom njegovih boravaka u Napulju. Također sadrži mauzolej onima koji su umrli za svoju zemlju, mauzolej Schilizzi .

## Sport
Posillipo je dao ime napuljskom vaterpolo timu, Circolo Nautico Posillipo . Susjedstvo je bilo sjedište istoimene staze koja je bila domaćin Velike nagrade Napulja između 1933. i 1962. godine.

## Poznati stanovnici
- Posillipo je rodno mjesto Franca Alfana, talijanskog skladatelja i pijanista najpoznatijeg po dovršetku Turandota.
- Franco Ambrosio, pšenični magnat, živio je u Posillipu do svoje smrti 2009. godine.
- Augustus.
- George Norman Douglas (1868.-1952.) škotski putopisac i romanopisac. 1897. živio u Villa Maya, Posillipo.
- Hadrijan.
- Giambattista Basile rođen je u Posillipu 1575. To je također mjesto radnje jednog od njegovih prvih djela Le Avventurose Disavventure (Pustolovne nesreće) objavljenog 1611. godine.
- Sándor Márai, autor Embers, živio je u Posillipu između 1948. i 1952.; njegov roman " San Gennaro vére" ("Krv San Gennara") smješten je u Napulj.
- Vrlo je moguće da je također bila rezidencija Vergilija, rimskog pjesnika iz, najpoznatije, " Eneide ".
- Vedius Pollio.
- Sigismund Thalberg.
- Domenico Barbaia, talijanski operni impresario umro je ovdje 1841.
- Oscar Wilde završio je "The Ballad of Reading Gaol" dok je boravio u Posillipu 1897.[11]

## Galerija
- Zaljev Trentaremi
- Palazzo Donn'Anna, jedna od palača uz more
- Obala Posillipa iz ulice Via Posillipo
- Rt Posillipo
- Otočić Gaiola
- Scoglione di Marechiaro
- Scoglione di Marechiaro

## Vanjske poveznice
|  | Zajednički poslužitelj ima još gradiva o temi Posillipo |

- Natuknica o "Posillipo" iz Napuljske enciklopedije (arhivirano)